# Нефутбол
«Нефутбол» — российский фильм 2021 года в жанре спортивной комедии.
Премьера состоялась 1 сентября 2021 года.

## Сюжет
Даша — капитан женской футбольной команды, которую планируют расформировать. Под руководством нового тренера она пытается сохранить коллектив. 
Слоган фильма: «А теперь — девочки!»

## В ролях
- Любовь Аксёнова — Даша «Даня» Белых, капитан футбольной команды, защитница
- Роман Мадянов — Палыч, директор завода
- Егор Корешков — Вадим Панов, тренер
- Юлия Топольницкая — Алина, правая защитница
- Алина Алексеева — Надя, блокирующая
- Мария Ивакова — Кристина, крайняя нападающая
- Валентина Ляпина — Катя, защитница («Сверчок»)
- Александра Кузенкина — Лена Терёхина, нападающая
- Полина Ауг — Юля Малышева, центровая
- Зарина Мухитдинова — Алия, вратарь
- Дмитрий Миллер — Кудрявцев
- Михаил Кремер — Артём, парень Даши

## Съёмки
Все актрисы, прошедшие кастинг на роли футболисток, проходили усиленную подготовку. В частности Любовь Аксёнова готовилась к роли не без помощи футболистки ЦСКА и женской сборной России Ксении Коваленко.

## Восприятие
Фильм получил смешанные отзывы критиков. Автор сайта КиноТВ Тимур Алиев положительно оценил фильм. Обозреватель «Независимой газеты» Наталия Григорьева писала: «Феминистический посыл разбивается о патриархальные скрепы, которые режиссёру и сценаристу мужского пола переосмыслить и побороть пока не удаётся».